# Het huis des aanstoots
Het huis des aanstoots is een hoorspel van Hugo Loetscher. Het werd vertaald door Willy Wielek-Berg en door de VARA uitgezonden op 29 oktober 1966, van 21.00 uur tot 21.45 uur (met herhalingen op 30 januari 1967 en 30 augustus 1969). Dick Steeman zorgde voor de muzikale illustratie. De regisseur was Ad Löbler.

## Rolbezetting
- Dogi Rugani & Frans Somers (het echtpaar Wehrer)
- Piet Ekel (de man van het CBH)
- Jan Borkus (de juridisch adviseur van de Leidekkersbond)
- Corry van der Linden (Hulda)

## Inhoud
Zonder het aan zijn vrouw te vertellen, heeft leidekker Wehrer een oud huis gekocht in de fabriekswijk waar de kleine Wehrer is opgegroeid. Het huis was geveild en geen mens die er op had geboden. Al jarenlang heeft Wehrer geen voet meer in die buurt gezet. En mevrouw Wehrer, in het begin nogal ontsteld, omdat haar man een en ander achter haar rug had afgehandeld, wil - nu het toch eenmaal een feit is geworden - weleens weten wie nu de huurders zijn. Ze komen erachter dat het alleen maar vrouwelijke bewoners zijn. Het huis waar hij is opgegroeid, blijkt een bordeel geworden. De familie Wehrer wenst zich te weren: de mooie dames moeten eruit. Wehrer schrijft: “Wij zeggen u de huur op om redenen waarop wij verder niet willen ingaan, maar die u zeker bekend zijn.” Maar wat zei men ook alweer bij het huisvestingsbureau? Vrouwen kunnen alleen dan op straat gezet worden als er werkelijk in het openbaar aanstoot wordt gegeven.